# Ivan I de Moscou
Ivan I Danílovitx Kalita (Moscou, 1288 - Moscou, 31 de març de 1341) fou Príncep de Moscòvia (1325-1341) i de Vladímir (1328-1341). Segon fill de Daniel I Aleksàndrovitx i de mare desconeguda, ocupà el càrrec a la mort de Iuri, el seu germà gran.

## L'ajudant del Príncep Iuri
Amb quinze anys veié com coronaven príncep de Moscou el seu germà primogènit; fins que no arribà al poder fou la mà dreta de Iuri, i participà activament en l'expansió del principat de Moscou. El 1303 viatjà a Pereiàslav, un principat que feia poc que havia estat conquerit per Daniel I. Allà, es va donar a conèixer per guanyar-se la lleialtat del poble.
Anys més tard, el 1317, ja avançada l'estada al poder de Iuri, Ivan I va ser l'eix per aconseguir una aliança contra Mikhaïl de Tver. Anà a Nóvgorod i allí hi obtingué el suport de la ciutat per lluitar contra Tver. Ja amb els 37 anys complerts, Demetri de Tver, fill de Mikhaïl, assassinà Iuri, el germà gran d'Ivan i príncep de Moscòvia. En estar Demetri condemnat a mort pel kan, aquest havia de prendre una decisió sobre qui seria el nou príncep de Vladímir, és a dir, a qui li donaria el yarlyk. Finalment, el kan uzbek atorgà el privilegi a Aleksandr de Tver, germà de Demetri. De totes maneres, el 22 de novembre de 1325 Ivan I succeí el seu germà com a Príncep de Moscòvia.

## El príncep més eclesiàstic delseglexiv
l regnat del primer Ivan fou extremament diferent al del seu germà gran. Iuri era un home lluitador, massa ambiciós i cruel. Ivan I era molt generós, caritatiu i eclesiàstic. Àdhuc, contemporanis seus li deien Kalita, que en rus vol dir cartera o moneder, amb el doble sentit de què sempre tenia diners al moneder per donar, però també en el sentit que era un gran economista i aviat tingué un imperi de diners.
Seguint aquestes bases, el primer que feu fou traslladar de Vladímir a Moscou Pere, Metropolità de Rússia de l'època, és a dir, cap de l'Església Ortodoxa de Rússia. Per això, el 1326 començà a manar construir a Pere belles catedrals per posar Moscou a l'altura del que ara era, capital de l'Església Russa. La primera catedral que inicià va ser la de l'Assumpció d'Uspenski. Pel final del seu poder al capdavant de l'Església Ortodoxa (1328), la catedral encara no s'havia acabat, i fou enterrat en la inacabada casa de Déu. El 1339, el seu successor, Teognost el Metropolità, canonitzà sant Pere. Fins ara, aquest sant es considera com l'autor de diversos miracles i el protector de Moscou.

## Època de conflictes externs
Mentre això passava a Moscòvia, a Tver van començar una sèrie de revoltes esfereïdores contra el kan, que en aquell moment era Uzbek. Aquest, es deia que oprimia el poble brutalment. Els habitants de Tver van matar tots els tàrtars de la zona. Furiós, el kan va enviar un exèrcit tàrtar a Tver i ordenà als altres prínceps russos que l'ajudessin. Aquí entrava Ivan I, que va viatjar a Nova Sarai per buscar tropes tàrtars.
Obtingué 50.000 soldats, i arrasà la ciutat d'Aleksandr. De rebot, també feu seves les terres de Fedortxuk i Turalyk. La dissort va ser que se li escapà Aleksandr de Tver, que fugí a Pskov. Allà el coronaren príncep. Ivan i el seu exèrcit gairebé intacte, el perseguiren, i Nóvgorod s'alià amb el Kalita. A la fi, Aleksandr s'exilià a Lituània.
El kan Uzbek posà en dubte la importància de Tver i atorgà el yarlyk, la concessió, del poder de Gran Príncep de Rússia a Ivan I el 1328. El 1331 tornaria a visitar Nova Sarai per obtenir aquest yarlyk.
A part d'aquest incident bèl·lic propiciat pel poble de Tver, Ivan intentà no intervenir en cap altra guerra, donat el seu caràcter profundament eclesiàstic i bondadós. Les cròniques de l'època ens expliquen que sota el regnat d'Ivan el Kalita, lva mantenir-se la pau durant 40 anys, que posava fi a les constants invasions tàrtars que assolaven Rússia repetidament des de finals del segle xiii.
El 1331, però, Aleksandr de Tver a Lituània revifà, i s'alià amb Nóvgorod, Pskov, i Gedemin, el monarca lituà. Ivan havia de guanyar-los, ja que es trobava sol em una posició compromesa, i s'alià altre cop amb els tàrtars. aleksandr tornà a Pskov, on per segona vegada va ser nomenat Príncep, i després a Tver, on tornà a governar per desig del Kan.
El 1332, el príncep de Nóvgorod es negà a pagar el tribut al Khan, que Ivan I havia augmentat notablement. Per ordre del kan de l'Horda d'Or, Ivan atacà Nóvgorod i s'apoderà de les regions de Torzok i Bezetski Verkh.

## El promotor de moltes esglésies
Ivan I, bon gestor, s'havia enriquit molt en els 7 anys que portava com a príncep de Moscòvia. El 1332, aprofità el superàvit per comprar al kan uns quants yarlyk, amb els quals poder-se fer amb Galitx, Belozero i Uglitx. També seguí construint esglésies: el 1329, edificava l'Església de Sant Joan Clímac, protector dels prínceps de Moscou; un any després, la catedral de Spasskiy de Sant Salvador, i el 1333 va concloure la catedral de l'Arcàngel Sant Miquel, que tenia la cripta dels grans prínceps.
El regnat d'Ivan no destacà en l'àmbit bèl·lic. El 1335 viatjà a Nóvgorod per fer la pau, si bé aquesta es trenca de nou el 1337 quan envia tropes contra el principat quan es nega a pagar els tributs.

## El resultat del testament a Sarai
Un any més tard, i fins al 1339, viatjà a Nova Sarai. Ara, ja s'ensuma que se li està acabant la vida i escriu el seu testament, amb el vistiplau del kan Uzbek. Les bases del document eren que els territoris de Galitx, Belozero i Uglitx els pertanyia, però que serien governades pels seus prínceps respectius. D'altra banda, el territori moscovita es dividia en tres dominis, un per a cada fill: Simeó l'Arrogant, el primogènit, Ivan el Gloriós (Krasnyi) i Andrei.r
L'últim que consta de la vida d'Ivan I és l'inici de la construcció d'un nou recinte defensiu de fusta el 1340. Pocs mesos després, el príncep mor el 31 de març de 1341.